# Anne Byrne Hoffman
Anne Byrne Hoffman (Chappaqua, 28 settembre 1943) è un'attrice statunitense.

## Biografia
Anne Byrne ha preso parte in qualche film negli anni settanta ed è principalmente conosciuta per il film Manhattan di Woody Allen.

## Vita privata
È stata sposata dal 1969 al 1980 con Dustin Hoffman (dal quale ha preso il cognome) ed ha avuto una figlia biologica, Jenna (1969). In seguito adottarono anche una femmina, Katrina (nata nel 1966).
Dal 1980 è sposata con l'attore Ivan Kronenfeld.

## Filmografia
- Papillon, regia di Franklin J. Schaffner (1973)
- La fine del mondo nel nostro solito letto in una notte piena di pioggia (1978)
- Women at West Point – docufilm (1979)
- Manhattan, regia di Woody Allen (1979)
- Why Would I Lie? (1980)